# ويست شاريلاند (تكساس)
ويست شاريلاند (بالإنجليزية: West Sharyland CDP, Texas)‏ هي منطقة سكنية تقع بولاية تكساس في الولايات المتحدة. تبلغ مساحتها 6.0 كم2، وترتفع عن سطح البحر 52 م، بلغ عدد سكانها 2,309 نسمة في عام 2010 حسب إحصاء مكتب تعداد الولايات المتحدة وتصل الكثافة السكانية فيها 384.8 نسمة لكل كيلومتر مربع (996.6/ميل2).

## التركيبة السكانية
حدّد مكتب تعداد الولايات المتحدة بيانات التركيبة السكانية لويست شاريلاند في تعداد الولايات المتحدة. في ما يلي، التركيبة السكانية حسب تعدادي 2000 و2010.

### تعداد عام 2000
بلغ عدد سكان ويست شاريلاند 2,947 نسمة بحسب تعداد عام 2000، وبلغ عدد الأسر 676 أسرة وعدد العائلات 648 عائلة مقيمة في المنطقة السكنية. في حين سجلت الكثافة السكانية 491.2 نسمة لكل كيلومتر مربع (1,272.2/ميل2). وبلغ عدد الوحدات السكنية 743 وحدة بمتوسط كثافة قدره 123.8 لكل كيلومتر مربع (320.6/ميل2).
وتوزع التركيب العرقي للمنطقة السكنية بنسبة 85.34% من البيض و0.03% من الأمريكيين الأفارقة و0.07% من الأمريكيين الأصليين و0.24% من سكان جزر المحيط الهادئ و13.98% من الأعراق الأخرى و0.34% من عرقين مختلطين أو أكثر و98.10% من الهسبانيون أو اللاتينيون من أي عرق.
بلغ عدد الأسر 676 أسرة كانت نسبة 75.7% منها لديها أطفال تحت سن الثامنة عشر تعيش معهم، وبلغت نسبة الأزواج القاطنين مع بعضهم البعض 78.3% من أصل المجموع الكلي للأسر، ونسبة 14.5% من الأسر كان لديها معيلات من الإناث دون وجود شريك، بينما كانت نسبة 3.1% من الأسر لديها معيلون من الذكور دون وجود شريكة وكانت نسبة 4.1% من غير العائلات. تألفت نسبة 3.7% من أصل جميع الأسر من عدة أفراد يعيشون في نفس المنزل ونسبة 1.9% كانت تتألف من شخص يعيش بمفرده يبلغ من العمر 65 عاماً أو أكثر. وبلغ متوسط حجم الأسرة المعيشية 4.36، أما متوسط حجم العائلات فبلغ 4.44.
بلغ العمر الوسطي للسكان 22.2 عاماً. وكانت نسبة 42.3% من القاطنين تحت سن الثامنة عشر، وكانت نسبة 12.5% بين الثامنة عشر والرابعة والعشرين عاماً، ونسبة 28.9% كانت واقعةً في الفئة العمرية ما بين الخامسة والعشرين والرابعة والأربعين عاماً، ونسبة 12.3% كانت ما بين الخامسة والأربعين والرابعة والستين، ونسبة 3.9% كانت ضمن فئة الخامسة والستين عاماً فما فوق. يوجد لكل 100 أنثى 93.9 ذكر، ويوجد لكل 100 أنثى في الثامنة عشر من عمرها فما فوق 89.6 ذكر.
بلغ متوسط دخل الأسرة في المنطقة السكنية 24,602 دولارًا، أما متوسط دخل العائلة فبلغ 24,393 دولارًا. وكان متوسط دخل الذكور 17,283 دولارًا مقابل 15,125 دولارًا للإناث. وسجل دخل الفرد الخاص بالمنطقة السكنية 8,383 دولارًا. وكانت نسبة 31.5% من العائلات ونسبة 30.9% من السكان تحت خط الفقر، وكان من هؤلاء نسبة 36% تحت سن الثامنة عشر ونسبة 32.9% في الخامسة والستين من العمر وما فوق.

### تعداد عام 2010
بلغ عدد سكان ويست شاريلاند 2,309 نسمة بحسب تعداد عام 2010، وبلغ عدد الأسر 560 أسرة وعدد العائلات 512 عائلة مقيمة في المنطقة السكنية. في حين سجلت الكثافة السكانية 384.8 نسمة لكل كيلومتر مربع (996.6/ميل2). وبلغ عدد الوحدات السكنية 578 وحدة بمتوسط كثافة قدره 96.3 لكل كيلومتر مربع (249.4/ميل2).
وتوزع التركيب العرقي للمنطقة السكنية بنسبة 98.53% من البيض و0.04% من الأمريكيين الأصليين و0.22% من الأمريكيين ذوي الأصول الآسيوية و0.91% من الأعراق الأخرى و0.30% من عرقين مختلطين أو أكثر و98.22% من الهسبانيون أو اللاتينيون من أي عرق.
بلغ عدد الأسر 560 أسرة كانت نسبة 63.8% منها لديها أطفال تحت سن الثامنة عشر تعيش معهم، وبلغت نسبة الأزواج القاطنين مع بعضهم البعض 71.8% من أصل المجموع الكلي للأسر، ونسبة 13.9% من الأسر كان لديها معيلات من الإناث دون وجود شريك، بينما كانت نسبة 5.7% من الأسر لديها معيلون من الذكور دون وجود شريكة وكانت نسبة 8.6% من غير العائلات. تألفت نسبة 6.6% من أصل جميع الأسر من عدة أفراد يعيشون في نفس المنزل ونسبة 1.8% كانت تتألف من شخص يعيش بمفرده يبلغ من العمر 65 عاماً أو أكثر. وبلغ متوسط حجم الأسرة المعيشية 4.12، أما متوسط حجم العائلات فبلغ 4.31.
بلغ العمر الوسطي للسكان 25.2 عاماً. وكانت نسبة 37.4% من القاطنين تحت سن الثامنة عشر، وكانت نسبة 12.3% بين الثامنة عشر والرابعة والعشرين عاماً، ونسبة 26.9% كانت واقعةً في الفئة العمرية ما بين الخامسة والعشرين والرابعة والأربعين عاماً، ونسبة 18.1% كانت ما بين الخامسة والأربعين والرابعة والستين، ونسبة 5.4% كانت ضمن فئة الخامسة والستين عاماً فما فوق. وتوزع التركيب الجنسي للسكان بنسبة 50.4% ذكور و49.6% إناث.